# 5075 Goryachev
Az 5075 Goryachev (ideiglenes jelöléssel 1969 TN4) a Naprendszer kisbolygóövében található aszteroida. Burnasheva B. A. fedezte fel 1969. október 13-án.